# Karabin maszynowy Typ 2
Karabin maszynowy Typ 2 (karabin maszynowy Marynarki, ruchomy, Typ 2, kal. 13 mm) – japoński lotniczy karabin maszynowy kalibru 13 mm z okresu II wojny światowej używany w samolotach Sił Powietrznych Cesarskiej Japońskiej Marynarki Wojennej, licencyjna kopia niemieckiego MG 131.

## Nazwa
W Cesarskiej Marynarce Wojennej wszystkie automatyczne karabiny i działka lotnicze bez względu na ich kaliber określane były mianem kijuu (skrót od kikan juu czyli „karabin maszynowy”), dalsze oznaczenie to rok wprowadzenia do służby – dwie ostatnie cyfry roku według kalendarza japońskiego (2602 to 1942 w kalendarzu gregoriańskim). W przypadku wprowadzenia modyfikacji w wyniku których powstał nowy model tej samej broni otrzymywała ona oznaczenie gata („model”), mniejsze modyfikacje w ramach tego samego modelu oznaczane były słowem kai (kaizo – „modyfikacja”, „zmiana”), na przykład oznaczenie 97 shiki 3 gata kai 2 jest tłumaczone jako „Typ 97, model 3, druga modyfikacja”.

## Historia
Licencja na produkcję MG 131 została zakupiona przed 1942. Do produkcji wybrano wersję z mechanicznym spustem, a nie bardziej nowoczesną – z elektrospustem, obawiając się o niezawodność tej drugiej z powodu korozji w tropikalnych warunkach. W japońskiej wersji karabinu nie wprowadzono większych zmian z wyjątkiem zastąpienia niektórych części plastikowych drewnianymi. Broń używana była jako ruchomy, obronny karabin maszynowy pomiędzy 1942 a 1945 roku w następujących samolotach:
- Aichi B7A[6]
- Mitsubishi G4M[7]
- Nakajima B6N[8]
- Yokosuka P1Y[9]